# Glicin
A glicin (INN: glycine) (Gly vagy G) egy fehérjealkotó aminosav. 
(HO2CCH2NH2)
Glikokoll néven is ismert. Kodonjai: GGU, GGC, GGA és GGG. A glicin az egyetlen olyan aminosav, amely optikailag nem aktív. A legtöbb fehérjében csak kis mennyiségben fordul elő, kivéve a kollagént, melynek kb 35%-a glicin. A selyemfibroin is nagy mennyiségben tartalmazza. Színtelen, édes ízű, kristályos anyag, 233 °C-on bomlik. Vízben jól, alkoholban, éterben nem oldódik.
Neve az "édes" szó görög megfelelőjéből származik.

## Szintézis
A glicint iparilag klórecetsavból állítják elő ammónia hozzáadásával.
ClCH2COOH + NH3 → H2NCH2COOH + HCl

## Élettani szerepe

### Intermedier
A glicin számos biomolekula alkotórésze. Az eukariótákban a δ-aminolevulinsav, amely a porfirinek fő prekurzora, glicinből és szukcinil-koenzim-A-ból képződik. A glicin alkotja a purinok központi C2N egységét.

### Neurotranszmitter
A glicin egy gátló neurotranszmitter a központi idegrendszerben, különösen a gerincvelőben, az agytörzsben és a retinában. Amikor a glicinreceptorok aktiválódnak, kloridionok lépnek be a sejtbe az ionotróp receptorokon keresztül és a sejtben gátló posztszinaptikus potenciált (IPSP) váltanak ki.
A sztrichnin az ionotróp glicinreceptorokon antagonista hatású. A glicin szükséges az NMDA receptorokon, mint a glutamát ko-agonistája.

## Élelmiszeripari felhasználása
Élelmiszerek esetén a glicint és nátriumsóját (nátrium-glicinát) pékáruk esetén ízfokozóként alkalmazzák, valamint egyúttal táplálékot szolgáltat az élesztőbaktériumoknak is. Napi maximum beviteli mennyisége nincs meghatározva, nincs ismert mellékhatása. Élelmiszeripari felhasználásra általában zselatinból állítják elő.

## Fényképészeti felhasználása
Ritkán használt előhívó hatóanyag. Negatív anyagoknál rendkívül finom szemcsét ad, viszont hosszú előhívási időt, a negatív tekintetében 2-3-szoros túlexpozíciót igényel. Pozitív kidolgozásban a régebben használatos ezüstklorid és klórbróm emulziók esetén gazdag színárnyalatokat lehetett vele elérni.